# Magstadt
Magstadt est une commune de Bade-Wurtemberg (Allemagne), située dans l'arrondissement de Böblingen, dans la région de Stuttgart, dans le district de Stuttgart.

## Géographie

### Situation
Magstadt se situe en bordure du Gäu et en bordure ouest du Glemswald. Magstadt est traversée par le Planbach, qui prend par la suite le nom de Rankbach en s’écoulant vers Renningen.

### Limites de la commune
La commune de Magsadt comprend le village de Magstadt, les fermes Grundhof et Talmühle ainsi que la maison Talziegelei.

### Communes voisines
Aux alentours de Magstadt, on trouve Leonberg au nord , Renningen à l'ouest Sindelfingen à l'est ainsi que Weil der Stadt, Stuttgart et Grafenau.

## Histoire

### Jusqu’au 19e siècle
Le nom de Magstadt apparu pour la première fois en 1110 dans un parchemin du Monastère d’Hirsau. La localité dépendait dans le passé du margrave de Hildrizhausen, qui la céda par la suite au margrave de Tübingen. En 1308, Magstadt échoua au comté de Wurtemberg par le biais des Seigneurs de Weißenstein, des Seigneurs de Roßwag et de Börstingen.
Jusqu'à la Réforme, la paroisse de Magstadt faisait partie du chapitre de Weil der Stadt, au sein de l’archidiaconat trimitatis de l’évêché de Spire. 
En 1850 Magstadt comptait 2207 protestants et 2 catholiques vivant et travaillant dans 236 maisons et dépendances.

### 20e siècle
En 1915 fut mise en service de la ligne de chemin de fer de Böblingen à Magstadt .
Deux zones industrielles virent le jour en 1927 : la Fabrique de Malt Dr Karl Flik et la distillerie Schoenenberger.
Le 15 mars 1943, les Sinti de Magstadt furent déportés de leur poste de travail de l’Usine Daimler de Sindelfingen vers Auschwitz et d’autres camps de concentration. Sur les 60 personnes qui composaient les 4 familles Sinti installées depuis des générations à Magstadt seules 6 personnes rentrèrent des camps de concentration.
Lors de la Deuxième Guerre mondiale une grande partie de la partie Est de Magstadt fut détruite par le bombardement allié du 20 septembre 1944. Le 20 avril 1945 vers 18.00 arrivèrent les troupes françaises. Dans la nuit, les troupes marocaines, dont certains soldats s’étaient enivrés à la distillerie Schönenberger commirent une série de 260 viols. Les officiers français n’intervinrent pas.

## Villes jumelées
- Celenza sul Trigno (Italie) depuis 1997
- Bernsdorf (Allemagne)